# Mont-sous-Vaudrey
Mont-sous-Vaudrey és un municipi francès situat al departament de Jura, a la regió de Borgonya - Franc Comtat. El 2019 tenia 1.275 habitants.